# محافظ شخصی (فیلم ۱۹۸۴)
محافظ شخصی فیلمی فرانسوی به کارگردانی فرانسوا لتریه است که در سال ۱۹۸۴ منتشر شد.